# 塔溪乡
塔溪乡，是中华人民共和国黑龙江省黑河市嫩江市下辖的一个乡镇级行政单位。

## 行政区划
塔溪乡下辖以下地区：
沐河村、二十里河村、西荒村、塔溪村、德永村、河北村、杨树村、溪四合村、塔峰村和兴驿村。